# Лазещинська сільська рада
| Лазещинська сільська рада — колишній орган місцевого самоврядування у Рахівському районі Закарпатської області з адміністративним центром у с. Лазещина. Сільській раді підпорядковані населені пункти: - с. Лазещина |

## Склад ради
Рада складалася з 20 депутатів та голови.

## Керівний склад сільської ради
| ПІБ                     | Основні відомості                                                 | Дата обрання | Дата звільнення |
| ----------------------- | ----------------------------------------------------------------- | ------------ | --------------- |
| Пранничук Іван Ількович | Сільський голова, 1967 року народження, освіта                    | 26.03.2006   | 31.10.2010      |
| Пранничук Іван Ількович | Сільський голова, 1967 року народження, освіта вища, безпартійний | 31.10.2010   |                 |

Примітка: таблиця складена за даними джерела

## Населення
Згідно з переписом УРСР 1989 року чисельність наявного населення сільської ради становила 3582 особи, з яких 1670 чоловіків та 1912 жінок.
За переписом населення України 2001 року в сільській раді мешкали 4163 особи.

### Мова
Розподіл населення за рідною мовою за даними перепису 2001 року:
| Мова       | Відсоток |
| ---------- | -------- |
| українська | 99,38 %  |
| російська  | 0,31 %   |
| угорська   | 0,12 %   |
| молдовська | 0,05 %   |
| білоруська | 0,02 %   |
| гагаузька  | 0,02 %   |